# Xã Perry, Quận Delaware, Indiana
Xã Perry (tiếng Anh: Perry Township) là một xã thuộc quận Delaware, tiểu bang Indiana, Hoa Kỳ. Năm 2010, dân số của xã này là 1.511 người.